# 1557
| [ Edytuj tabelę ]              | |
| Król Polski                    | - 1530 Zygmunt II August 1572 |
| Współksiążęta Andory           | - 1556 Juan Pérez García de Oliván 1560 - 1555 Joanna d’Albret 1572 - 1555 Antoni Burbon 1562                                                                   |
| Król Anglii                    | - 1553 Maria I 1558 |
| Elektor Brandenburgii          | - 1535 Joachim II Hektor 1571 |
| Książę Bawarii                 | - 1550 Albrecht V 1579 |
| Sułtan Brunei                  | - 1521 Abdul Kahar 1575 |
| Cesarz Chin                    | - 1521 Jiajing 1566 |
| Król Czech                     | - 1526 Ferdynand I Habsburg 1564 |
| Król Danii                     | - 1534 Chrystian III 1559 |
| Dalajlama                      | - 1543 Sonam Gjaco 1588 |
| Cesarz Etiopii                 | - 1540 Klaudiusz 1559 |
| Król Francji                   | - 1547 Henryk II 1559 |
| Król Hiszpanii                 | - 1556 Filip II 1598 |
| Hrabia Holandii                | - 1555 Filip II Habsburg 1572 |
| Szach Iranu                    | - 1524 Tahmasp I 1576 |
| Państwo Wielkich Mogołów       | - 1556 Akbar 1605 |
| Władca Inków                   | - 1545 Sayri Tupac 1558 |
| Król Irlandii                  | - 1554 Maria I Tudor 1558 |
| Cesarz Japonii                 | - 1526 Go-Nara 1557 - 1557 Ōgimachi 1586 |
| Kalif                          | - 1520 Sulejman I 1566 |
| Władca Korei                   | - 1545 Myŏngjong 1567 |
| Wielki książę litewski         | - 1530 Zygmunt August 1569 |
| Sułtan Maroka                  | - 1554 Muhammad asz-Szajch 1557 - 1557 Abdullah al-Ghalib 1574                                                                                                  |
| Senior Monako                  | - 1532 Honoriusz I 1581 |
| Król Nawarry                   | - 1555 Joanna d’Albret 1572 |
| Król Norwegii                  | - 1534 Chrystian III 1559 |
| Sułtan Omanu                   | - 1529 Bakarat ibn Muhammad 1560 |
| Elektor Palatynatu             | - 1556 Otto Henryk 1559 |
| Papież                         | - 1555 Paweł IV 1559 |
| Książę Parmy i Piacenzy        | - 1556 Oktawiusz Farnese 1586 |
| Król Portugalii                | - 1521 Jan III 1557 - 1557 Sebastian 1578 |
| Książę w Prusach               | - 1525 Albrecht 1568 |
| Car Rosji                      | - 1547 Iwan IV Groźny 1584 |
| Cesarz Rzymski (niemiecki)     | - 1519 Karol V Habsburg 1558 |
| Kapitanowie Regenci San Marino | - 1556 Antonio Brancuti Baldo di Gaspare 1557 - 1557 Gio. Lodovico di Matteo Belluzzi Vincenzo Giannini 1557 - 1557 Pier Paolo Bonelli Vincenzo Gombertini 1558 |
| Elektor Saksonii               | - 1553 August Wettyn 1586 |
| Król Szkocji                   | - 1542 Maria Stuart 1567 |
| Król Szwecji                   | - 1521 Gustaw I Waza 1560 |
| Król Tajlandii                 | - 1548 Phra Maha Chakkraphat 1568 |
| Sułtan Turków                  | - 1520 Sulejman Wspaniały 1566 |
| Doża Wenecji                   | - 1556 Lorenzo Priuli 1559 |
| Król Węgier                    | - 1526 Ferdynand I 1564 - 1540 Jan II Zygmunt Zápolya 1571 |

Rok 1557 / MDLVII
stulecia: XV wiek ~
XVI wiek ~
XVII wiek

lata: 1547 «
1552 «
1553 «
1554 «
1555 «
1556 «
1557
» 1558
» 1559
» 1560
» 1561
» 1562
» 1567

## Wydarzenia w Polsce
- 14 stycznia – w Warszawie zakończył obrady sejm[1].
- 25 marca – na mocy przywileju nadanego przez króla Zygmunta Augusta, w Toruniu odbyło się pierwsze publiczne nabożeństwo ewangelickie.
- 1 kwietnia – Zygmunt August wydał ustawę ekonomiczną o nazwie Sprawa Włoczna, na podstawie której Piotr Falczewski dokonał reformy rolnej polegającej na komasacji gruntów i określanej jako Pomiara włóczna.
- 15 maja – Gdańsk: przywilej króla Zygmunta Augusta przyznał protestantom równe prawa.
- 17 maja – Augustów otrzymał magdeburskie prawa miejskie z rąk Zygmunta Augusta.
- 19 sierpnia – Polska wypowiedziała wojnę inflanckiej gałęzi zakonu krzyżackiego.
- 14 września – zawarto układ w Pozwolu między Polską, Litwą a inflancką gałęzią zakonu krzyżackiego przeciwko Wielkiemu Księstwu Moskiewskiemu.
- Traktat „O naprawie Rzeczypospolitej” Andrzeja Frycza Modrzewskiego papież Paweł IV nakazał wpisać do Indeksu ksiąg zakazanych[2]

## Wydarzenia na świecie
- 2 kwietnia – w Nowogrodzie podpisano traktat pokojowy kończący wojnę szwedzko-rosyjską.
- 12 kwietnia – założono miasto Cuenca w Ekwadorze.
- 11 czerwca – Sebastian I został królem Portugalii.
- 10 sierpnia – VIII wojna włoska: zwycięstwo Hiszpanów nad Francuzami w bitwie pod Saint-Quentin.
- 14 września – mistrz inflanckiej gałęzi zakonu krzyżackiego Wilhelm Fürstenberg podpisał traktat pozwolski, w którym zakon zobowiązywał się do sprzyjania Litwie.
- Rozpoczęło się Dominium Maris Baltici.

## Urodzili się
- 1 stycznia – Stefan Bocskay, węgierski polityk i mąż stanu, książę Siedmiogrodu w latach 1605–1606 (zm. 1606)
- 24 lutego – Maciej Habsburg, król węgierski i czeski, cesarz rzymski (zm. 1619)
- 22 marca – Kazimierz VII, książę darłowsko-bytowski szczeciński biskup kamieński (zm. 1605)
- 4 kwietnia – Lew Sapieha, hetman wielki litewski, marszałek sejmu (zm. 1633)
- 11 kwietnia – Fryderyk Wittelsbach, hrabia palatyn i książę Palatynatu-Zweibrücken-Vohenstrauss-Parkstein (zm. 1597)
- 31 maja – Fiodor I, car Rosji (zm. 1598)
- 10 czerwca – Leandro Bassano, włoski malarz okresu manieryzmu, syn Jacopa Bassano (zm. 1622)
- 28 czerwca – Filip Howard, , 20. hrabia Arundel święty katolicki, wierny świecki (zm. 1595)
- 29 czerwca – Günther Waldeck-Wildungen, hrabia Waldeck-Wildungen (zm. 1585)
- 16 sierpnia – Agostino Carracci, włoski malarz i rytownik przełomu renesansu i baroku (zm. 1602)
- 19 sierpnia – Fryderyk I, książę Wirtembergii (zm. 1608)
- 4 września – Zofia meklemburska, przyrodnia siostra króla Danii Chrystiana III (zm. 1631)
- 11 września – Józef Kalasancjusz, hiszpański duchowny katolicki, założyciel zakonu pijarów, reformator oświaty, święty (zm. 1648)
- 20 grudnia – Adam Chreptowicz, podkomorzy nowogródzki (zm. 1628)

- data dzienna nieznana: 
  - Balthasar Gérard, morderca protestanckiego holenderskiego przywódcy wojny o niepodległość Wilhelma Milczącego, również znanego jako Wilhelm I Orański (zm. 1584)
  - Benedykt Castelli, poeta, matematyk i mechanik i astronom włoski (zm. 1643)
  - Cornelis Schuyt, kompozytor i organista niderlandzki (zm. 1616)
  - Giovanni Croce, kompozytor włoski (zm. 1609)
  - Giovanni Gabrieli – włoski kompozytor i organista (zm. 1616)
  - Henryk de Saint-Rémy, był nieślubnym synem Henryka II Walezujsza, króla Francji (zm. 1621)
  - Izák Abrahamides, słowacki pisarz, przodujący przedstawiciel słowackiej reformacji (zm. 1621)
  - Jan Bobola (1557-1604), poeta, polski szlachcic i rycerz (zm. 1604)
  - Jan Mylius, z pochodzenia Czech, był pedagogiem (zm. 1630)
  - Jean de Sponde, francuski poeta barokowy (zm. 1595)
  - Johannes Althusius, niemiecki prawnik, teoretyk państwa i prawa (zm. 1638)
  - Michał Waleczny, hospodar Wołoszczyzny (zm. 1601)
  - Paweł Albert, biskup elekt wrocławski (zm. 1600)
  - Thomas Morley, angielski kompozytor, organista i teoretyk muzyki (zm. 1602)

## Zmarli
- 9 kwietnia – Mikael Agricola fiński biskup i reformator (ur. 1510)
- 11 czerwca – Jan III, król Portugalii (ur. 1502)
- 16 lipca – Anna z Kleve, czwarta żona króla Anglii Henryka VIII (ur. 1515)
- 19 listopada – Bona Sforza, królowa polska, żona Zygmunta I Starego (ur. 1494)

- data dzienna nieznana: 
  - Anna mazowiecka, księżna mazowiecka, córka Konrada III Rudego (ur. ok. 1498)